# Lagocheirus foveolatus
Lagocheirus foveolatus là một loài bọ cánh cứng trong họ Cerambycidae.